# Westville (Oklahoma)
Westville es un pueblo ubicado en el condado de Adair en el estado estadounidense de Oklahoma. En el año 2010 tenía una población de 	1639 habitantes y una densidad poblacional de 	528,71 personas por km².

## Geografía
Westville se encuentra ubicado en las coordenadas 35°59′29″N 94°34′16″O / 35.99139, -94.57111 (35.991414, -94.571088).

## Demografía
Según la Oficina del Censo en 2000 los ingresos medios por hogar en la localidad eran de $22,381 y los ingresos medios por familia eran $28,882. Los hombres tenían unos ingresos medios de $25,729 frente a los $20,438 para las mujeres. La renta per cápita para la localidad era de $11,055. Alrededor del 22.3% de la población estaban por debajo del umbral de pobreza.